# Serena Assumpção
Serena Assumpção (São Paulo, 21 de fevereiro de 1977 — São Paulo, 16 de março de 2016) foi uma cantora, compositora e produtora cultural brasileira. Era irmã da cantora Anelis Assumpção e filha do cantor Itamar Assumpção, do qual dedicou-se a manter vivo o legado durante grande parte da vida.
Faleceu em 16 de março de 2016, em decorrência de um câncer de mama. Sua memória e seu legado são mantidos pela irmã Anelis.
Entre 2009 e 2015, gravou seu único disco, Ascensão, lançado postumamente em 2016. O álbum, que conta com mais de 40 participações (entre Céu, Tulipa Ruiz, Karina Buhr, Mãeana e Xênia França), foi indicado ao Grammy Latino e muito bem recebido pela crítica especializada.  Ascensão foi lançado em CD pelo Selo SESC em 2016 e em disco de vinil em 2019.
Shows de lançamento do disco ocorreram em São Paulo, com participação dos músicos presentes no álbum.
Em 21 de fevereiro de 2017, data que marcaria o 40.º aniversário de Serena, foi lançada postumamente a faixa "Logunedé", parceria de Serena com Caetano Veloso.